# Максимилиан Карнер
Максимилиан Карнер (на немски: Maximilian Karner; роден на 3 януари 1990 в Залцбург), е австрийски футболист, играе като централен защитник.

## Клубна кариера

### Кариера в Австрия
Карнер започва кариерата си в юношеските формации на Ред Бул Залцбург. През сезон 2009/10 иргае за втория отбор на клуба, но никога не получава шанс да се докаже в първия отбор. През 2010 година се премества в Рийд, но още същиея сезон е пратен под наем в Грьодиг. През 2013 година подписва вече е собственост на Грьодиг, след като договора му с Рийд свършва.

### Левски София
На 6 юли 2015 година Карнер подписва 2-годишен договор с българския Левски София. Така за първи път преминава в клуб извън родината му Австрия.
Официалния си дебют за Левски прави на 18 юли 2015 година при равенството 1-1 срещу Ботев Пловдив.. На 30 август записва 90 минути при нулевото равенство срещу Пирин Благоевград.